# Миллс, Рон
Ро́нальд А. «Рон» Миллс (англ. Ronald A. «Ron» Mills; 23 июня 1943, Kindersley, Саскачеван — 22 декабря 2008, Саскатун, Саскачеван) — канадский кёрлингист.
В составе мужской сборной Канады чемпион мира среди мужчин (1980). Чемпион Канады среди мужчин (1980).
Играл в основном на позиции третьего.
В 1985 году ввёден в Зал славы канадского кёрлинга.
Работал как программист и разработчик интернет-технологий в компании Federated Co-op. Также работал в Ассоциации кёрлинга Канады как основной статистик крупных канадских и международных турниров — чемпионатов Канады среди мужчин, женщин, смешанных команд, Континентального Кубка и др.

## Достижения
- Чемпионат мира по кёрлингу среди мужчин: золото (1980).
- Чемпионат Канады по кёрлингу среди мужчин: золото (1980), серебро (1988).

## Команды
| Сезон   | Четвёртый      | Третий          | Второй         | Первый        | Запасной  | Турниры             |
| ------- | -------------- | --------------- | -------------- | ------------- | --------- | ------------------- |
| 1979—80 | Рик Фолк       | Рон Миллс       | Том Уилсон     | Jim Wilson    |           | ЧК 1980 · ЧМ 1980   |
| 1986—87 | Eugene Hritzuk | Рон Миллс       | Иэн Тетли      | Боб Урсел     |           | КООК 1987 (8 место) |
| 1987—88 | Eugene Hritzuk | Del Shaughnessy | Murray Soparlo | Don Dabrowski | Рон Миллс | ЧК 1988             |

(скипы выделены полужирным шрифтом)